# Panotla (kommun)
Panotla är en kommun i Mexiko.   Den ligger i delstaten Tlaxcala, i den sydöstra delen av landet, 90 km öster om huvudstaden Mexico City.
Följande samhällen finns i Panotla:
- Panotla
- San Francisco Temetzontla
- Fraccionamiento la Virgen
- Unidad Habitacional II